# Smallfoot
Smallfoot (Pie Pequeño en Hispanoamérica) es una película estadounidense de comedia musical animada y aventura animada por computadora de 2018 producida por Warner Animation Group. Basada en el libro Yeti Tracks de Sergio Pablos, la película fue coescrita y dirigida por Karey Kirkpatrick, y cuenta con las voces de Channing Tatum, James Corden, Zendaya, Common, LeBron James, Gina Rodriguez, Danny DeVito, Yara Shahidi, Ely Henry, y Jimmy Tatro. La trama sigue a un grupo de Yetis que se encuentran con un humano cantante llamado Percy y con ambas especies pensando que la otra es solo un mito.  
Smallfoot fue estrenada en cines estadounidenses el 28 de septiembre de 2018 por Warner Bros. Pictures.

## Argumento
Un pueblo de Yetis vive aislado en la cima de una montaña en el Himalaya, por encima de las nubes y escondido de la vista. Migo es un yeti que se rige por la ley de las piedras antiguas en poder del Stonekeeper, el líder de los yetis. El padre de Migo, Dorgle, se proyecta por el aire cada mañana para golpear un gong con la cabeza, ya que los yetis creen que esto despierta el sol. Mientras aprende a tocar el gong, Migo se distrae con la hija del Stonekeeper, Meechee, de quien está enamorado, y pierde el gong, aterrizando fuera de la aldea. Allí, Migo es testigo de un accidente aéreo y encuentra un "pie pequeño" (humano), a quien los yetis creen que es mítico. Migo vuelve corriendo para informar a los aldeanos, pero carece de pruebas, y Stonekeeper afirma que está mintiendo y lo destierra del pueblo. Migo es visitado repentinamente por yetis rechazados Gwangi, Kolka y Fleem que lo llevan a la Smallfoot Evidentiary Society (SES), que está dirigido por Meechee. Ella convence a Migo de viajar por debajo de las nubes a pesar de que las piedras les dicen que no hay nada debajo. Después de algunas dudas, Migo accede a ir, pero su cuerda se rompe y Migo cae, donde descubre tierra.
Percy Patterson es un cineasta humano británico de documentales sobre la vida silvestre que ha perdido la mayor parte de su audiencia. Conoce al piloto que vio a Migo y, en un intento por recuperar su fama, intenta sin éxito convencer a su asistente, Brenda, de que se disfrace de yeti para el rodaje. Migo llega y sin saberlo asusta a Percy cuando intenta comunicarse con él. Migo se lleva a Percy con él y se detienen en una cueva para esperar una tormenta de nieve. Percy filma y sube un video de Migo narrando que el Yeti planea comérselo, antes de intentar escapar. Mientras persigue a Percy, el dedo del pie de Migo queda atrapado en una trampa para osos y Percy se compadece de él al quitar la trampa y vendar la herida de Migo. Percy acepta ir con Migo y regresan a la montaña, donde se reúnen con el SES.
Los aldeanos están confundidos por la apariencia de Percy, pero lo aceptan felizmente y aprenden sobre su cultura, para consternación de Stonekeeper. Luego, Stonekeeper lleva a Migo al interior del palacio y revela la verdad: los yetis solían vivir debajo de las nubes, pero los humanos que los atacaron los obligaron a esconderse. Para mantenerlos a salvo, crearon las piedras, y las nubes son en realidad vapor creado por las tareas diarias de los yetis para mantenerlos ocultos. Para proteger la aldea, Migo acepta continuar la mentira diciéndoles a los yetis que Percy, que está sufriendo el mal de altura, es solo un yak salvaje sin pelo. Stonekeeper toma a Percy y lo encierra en una caja, por lo que Percy no podrá alertar a otros humanos sobre el paradero de los yetis. Migo luego descubre que Meechee se llevó a Percy para regresarlo a casa, y salta montaña abajo con Gwangi y Kolka siguiendo su ejemplo.
Percy se recupera y descubre que su video de Migo ha generado entusiasmo público, pero luego se da cuenta de que Meechee se ha distraído con las maravillas de Katmandú y accidentalmente causa una interrupción. Meechee es atacada por la policía, pero es rescatada por Gwangi, Kolka y Migo. Mientras Mingo intenta explicarle a Meechee que los humanos son monstruos, ven un mural que representa a un yeti atacando a las personas y se dan cuenta de que los humanos los ven como monstruos. Los yetis intentan regresar a la montaña, pero son perseguidos por un helicóptero SWAT que Stonekeeper derriba con sus piedras. Migo intenta desviar a la policía de los otros yetis, cuando Percy llega en su moto de nieve y le dispara a Migo con una pistola tranquilizadora para salvarlo. La policía persigue y captura a Percy con su traje de yeti y lo arresta por disturbios públicos y fraude.
De vuelta en el pueblo, dentro del palacio, Migo les explica la verdad a los yetis y se disculpa por mentirles. Les dice a los demás que, aunque los humanos todavía pueden tener miedo de los yetis, deberían intentar comunicarse con ellos. Los yetis abandonan la aldea, y cuando Percy y Brenda los notan, emergen de la multitud y defienden a los yetis. El resto de los humanos recibe lentamente a los yetis y los acepta en sus vidas.

## Reparto (voces)
- Channing Tatum como Migo.[4]
- James Corden como Percy Patterson.[4]
- Zendaya como Meechee.[4]
- Grey Griffin (sin acreditar) como Meechee. (Canciones)
- Common como the Stonekeeper.[4]
- LeBron James como Gwangi.[4]
- Gina Rodriguez como Kolka.[4]
- Danny DeVito como Dorgle.[4]
- Yara Shahidi como Brenda.[4]
- Ely Henry como Fleem.[4]
- Jimmy Tatro como Thorp.[4]
- Justin Roiland como Garry[4]

Doblaje en Latinoamérica
- Sebastián Yatra como Migo.
- Luis Leonardo Suárez como Percy Patterson.
- Edurne Keel como Meechee.
- Sandra Domínguez como Meechee Voz Cantada.
- Gerardo Reyero como Stonekeeper.
- Jorge Ugalde como Gwangi.
- Betzabé Jara como Kolka.
- Arturo Mercado como Dorgle.
- Cristina Hernández como Brenda.
- Moisés Iván Mora como Fleem.
- Ricardo Tejedo como Thorp.

Doblaje en España
- Iván Labanda como Migo.
- Miquel Fernández como Percy Patterson.
- Berta Vázquez como Meechee.
- El Chojín como Stonekeeper.
- Álvaro Morte como Gwangi.
- Ingrid García-Jonsson como Kolka.
- Javier Gutiérrez como Dorgle.
- Vera Bosch como Brenda.
- José María Larrú como Fleem.
- César Martín como Thorp.

## Producción
El 11 de mayo de 2017, se anunció que la película estaba en producción, con Channing Tatum, Zendaya, y Gina Rodriguez confirmados como las voces de los protagonistas. La película fue animada por Sony Pictures Imageworks, quienes también proveyeron animación para la película de Warner Animation Group, Storks. Ryan O'Loughlin, un veterano de DreamWorks Animation, sería originalmente el director de la cinta, sin embargo fue reemplazado por Karey Kirkpatrick.

## Música
La música de la película está compuesta por Heitor Pereira. Las canciones fueron escritas por Karey Kirkpatrick y su hermano, Wayne.
La lista de canciones incluye "Perfection" de Channing Tatum, "Wonderful Life" de Zendaya, "Percy's Pressure" de James Corden, "Wonderful Questions" de Tatum & Zendaya, "Let It Lie" de Common, "Moment of Truth" de CYN,  "Finally Free" de Niall Horan, y "my blood" de Twenty One Pilots.

## Estreno
La película fue estrenada el 28 de septiembre de 2018.

## Recepción
Smallfoot ha recibido reseñas generalmente positivas de parte de la crítica y de la audiencia. En Rotten Tomatoes, la película posee una aprobación de 75%, basada en 74 reseñas, con una calificación de 6.3/10, mientras que de parte de la audiencia tiene una aprobación de 71%, basada en 464 votos, con una calificación de 3.8/5.
Metacritic le ha dado a la película una puntuación de 59 de 100, basada en 22 reseñas, indicando "reseñas mixtas". Las audiencias encuestadas por CinemaScore le han dado a la película una "A-" en una escala de A+ a F, mientras que en el sitio IMDb los usuarios le han dado una calificación de 6.8/10, sobre la base de 1347 votos. En la página FilmAffinity tiene una calificación de 5.9/10, basada en 798 votos.